# Edward James Stone
Edward James Stone (Notting Hill, 28 febbraio 1831 – Oxford, 6 maggio 1897) è stato un astronomo britannico.

## Biografia
Edward James Stone nacque a Notting Hill, Londra nel 1831 da Roger ed Elizabeth Stone. Frequentò la City of London School, successivamente il King's College London e dal 1856 il Queens' College a Cambridge, dove si laureò nel 1859.
L'anno seguente succedette al Rev. Robert Main come capo assistente presso l'Osservatorio Reale di Greenwich. Qui s'impegnò a migliorare la determinazione del valore delle costanti astronomiche. In particolare, la parallasse solare era allora oggetto di una considerevole incertezza.
Stone stimò la parallasse solare in 8″ 94 osservando Marte nel 1860 e 1862. Rivide successivamente la propria stima in 8″ 91 in base alle osservazioni del transito di Venere del 1769. Si interessò anche della determinazione della parallasse lunare, determinò la massa della Luna ed ottenne un valore per la costante di nutazione.
Fu insignito della Medaglia d'Oro della Royal Astronomical Society nel 1869 ed alle dimissioni di Sir Thomas Maclear nel 1870, fu assunto come astronomo reale al Capo di Buona Speranza. Il suo primo impegno una volta assunto l'incarico fu di redigere e pubblicare una grande mole di osservazioni lasciate dal suo predecessore, da una porzione selezionata delle quali (quelle tra il 1856-1860) compilò un catalogo di 1.159 stelle. La sua opera più importante, tuttavia, fu un catalogo di 12.441 stelle fino alla settima magnitudine presenti in uno spazio di cielo compreso tra il polo sud e i 25° di declinazione sud, che fu finito per la fine del 1878 e pubblicato nel 1881.
Poco dopo la morte di Main il 9 maggio 1878, Stone fu incaricato di succedergli nella direzione dell'Osservatorio Radcliffe dell'Università di Oxford. Lasciò il Capo il 27 maggio 1879. Da Oxford estese le proprie osservazioni delle stelle fino alla settima grandezza dalla declinazione di 25°S all'equatore e raccolse i risultati nel catalogo Radcliffe del 1890, che contiene la posizione di 6.424 stelle.
Nel 1874 al Capo, aveva osservato il transito di Venere ed organizzò la spedizione governativa per l'evento corrispondente nel 1882. Fu eletto presidente della Royal Astronomical Society (1882-1884). Fu inoltre il primo a riconoscere l'importanza delle osservazioni raccolte presso l'Osservatorio Radcliffe da Hornsby, Robertson e Rigaud.
Riuscì nell'osservazione dell'eclissi solare dell'8 agosto 1896 a Novaja Zemlja e si era riproposto di raggiungere l'India per l'eclissi del 1898, ma morì improvvisamente presso l'Osservatorio Radcliffe.
Produsse più di 150 pubblicazioni astronomiche, ma la sua reputazione dipende prevalentemente sui suoi primi lavori a Greenwich e sui due cataloghi stellari.